# Herbert Fuller Wernham
Herbert Fuller Wernham (1879-1941) est un botaniste britannique, spécialiste des Rubiaceae tropicales.

## Éponymie

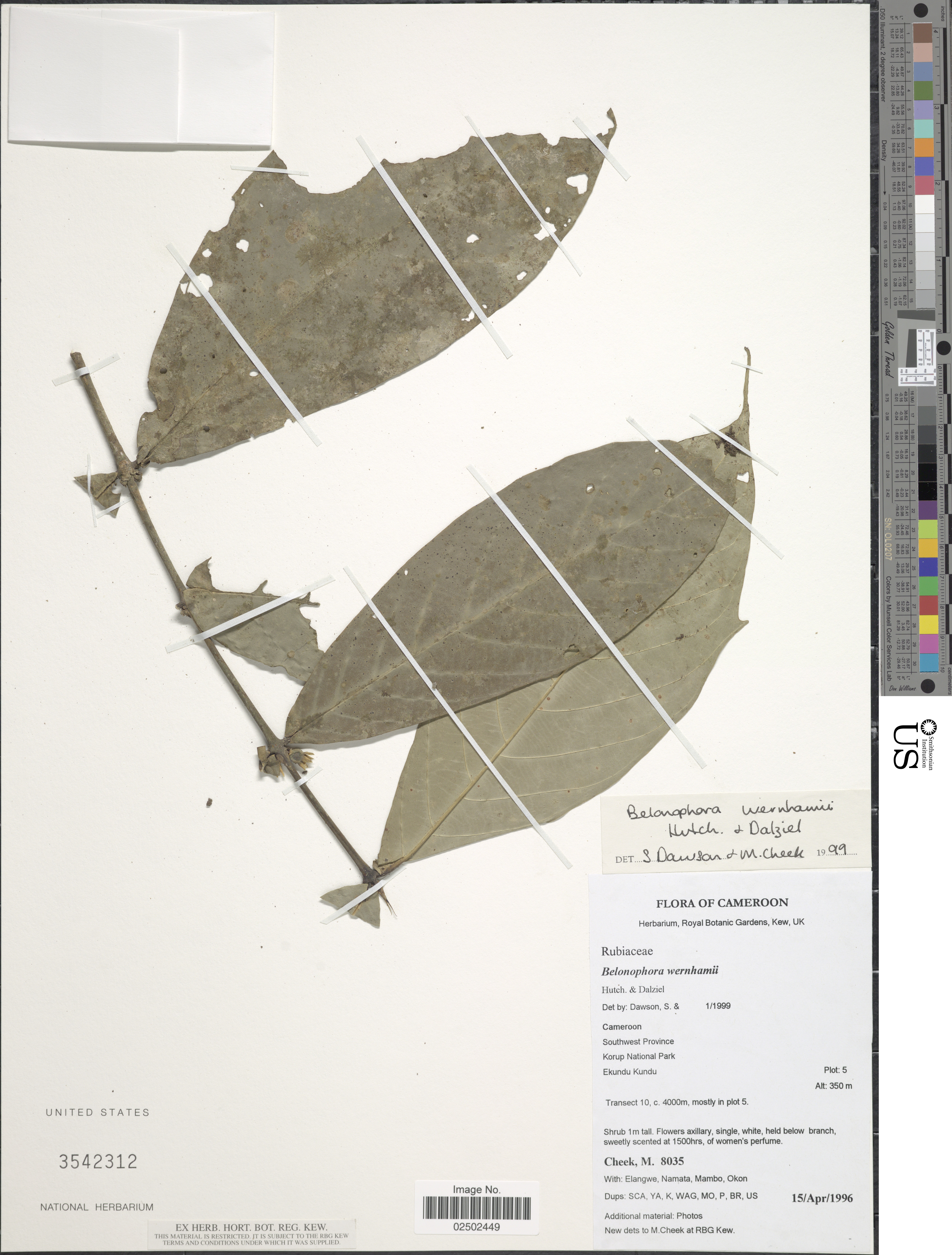
Belonophora wernhamii.

Plusieurs taxons lui rendent hommage, tels que Belonophora wernhamii, Psychotria wernhamiana  ou Tricalysia wernhamiana.